# Smolyan Point
Der Smolyan Point (englisch; bulgarisch нос Смолян nos Smoljan) ist eine Landspitze am Pimpirev Beach an der Südküste der Livingston-Insel im Archipel der Südlichen Shetlandinseln. Sie liegt 3,57 km nordwestlich des Kap Hespérides und 1,92 km nordöstlich des Ereby Point. Sie endet in einer 25 m breiten und 4 m hohen Felsformation.
Die bulgarische Kommission für Antarktische Geographische Namen benannte sie 1997 nach der Stadt Smoljan im Süden Bulgariens.